# علم الخصائص الحجرية

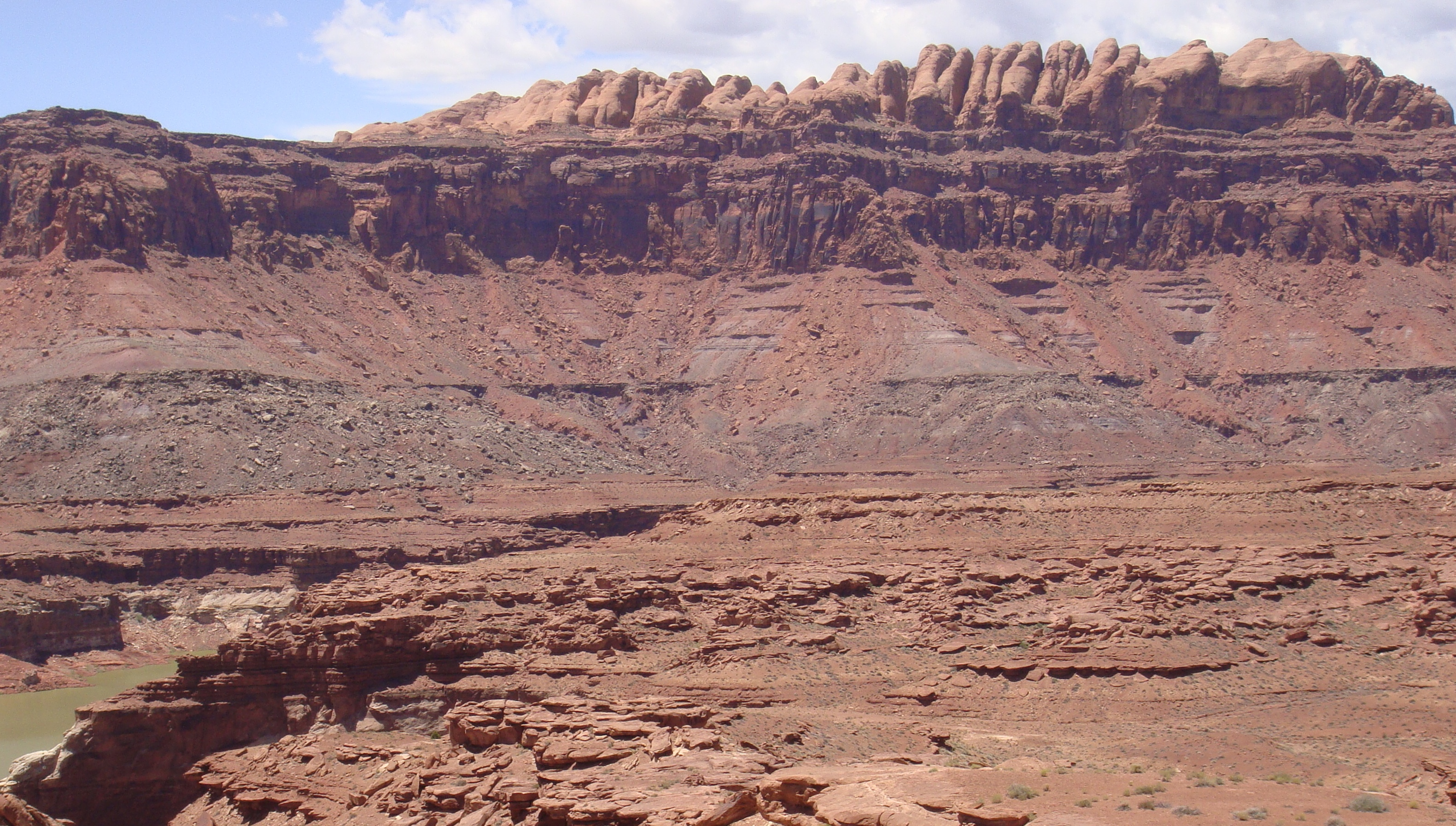
تصوير طباقي كما يُشاهد في جنوب شرق ولاية يوتا

علم الخصائص الحجرية أو الحَجَارَة أو الرِّتَاجَة (والعالِم بها رَتَّاج) هو وصف الخصائص الفيزيائية للصخور الموجودة فوق سطح الأرض، مثل اللون والملمس والحجم والتكوين. وقد يكون إما وصفًا مفصلاً لهذه الخصائص أو ملخصًا للطابع الفيزيائي الكلي للصخرة. وهذا العلم هو أساس التقسيم الفرعي للسلاسل الصخرية إلى وحدات الطبقات الأرضية الحجرية لأغراض رسم الخرائط والعلاقات بين المناطق. وفي بعض التطبيقات، مثل فحوصات المواقع، يتم وصف علم الخصائص الحجرية باستخدام مصطلحات قياسية مثل المعيار الجيوتقني الأوروبي Eurocode 7.

## نوع الصخرة

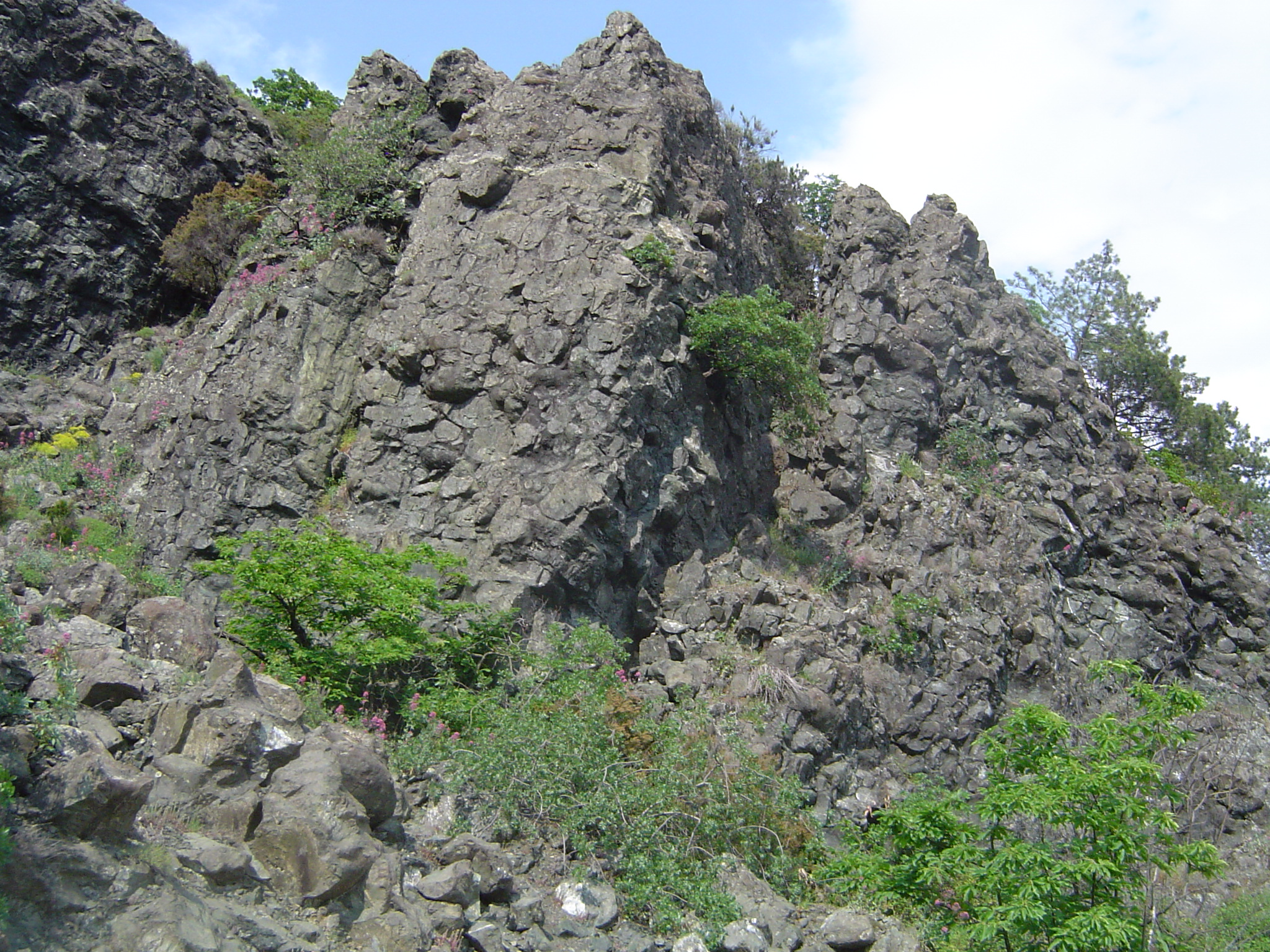
بازلت، يبين الشكل المميز للحمم المتصلبة للثورانات تحت الماء، إيطاليا

تستند تسمية علم الخصائص الحجرية إلى نوع الصخرة. وتكمن الأنواع الرئيسية الثلاثة للصخور في كونها رسوبية ونارية ومتحولة.
ويتم تصنيف الصخور الرسوبية كذلك إلى كونها سيليسية متفتتة أو كربونية. ثم يتم تصنيف الصخور الرسوبية السيليسية الفتاتية بعد ذلك استنادًا إلى توزيع حجم الحبيبات الخاصة بها والحصص النسبية لشظايا الكوارتز والفلدسبار والشظايا الحجرية (الصخرية). ويتم تصنيف الصخور الكربونية مع مخططات تصنيف دونهام أو فولك، وفقًا لمكونات الصخور الكربونية.
يتطلب اسم الصخرة النارية معلومات بشأن حجم الكريستال والمعادن. ويمكن في كثير من الأحيان إجراء هذا التصنيف باستخدام مخطط QAPF.
ويمكن أن تستند تسمية الصخور المتحولة إلى البنية و/أو الصخرة الأصلية و/أو السمات المتحولة و/أو المواقع التي يتم العثور عليها فيها. ويمكن استخدام التسمية القائمة على البنية والصخرة الأصلية البيلايت (مثل السجيل والصخر الطيني) لتحديد الأردواز والفيليت. وتتمثل الأسماء القائمة على البنية في الشيست والنايس. وهذه البنى، من الأردواز إلى النايس، تحدد المدى المتزايد باستمرار للتحول. ويتم تحديد الوجوه المتحولة عن طريق مجالات درجات حرارة-الضغط التي تتشكل فيها المعادن الخاصة. وهناك أسماء صخور متحولة إضافية: يعد الحجر الأخضر (بازلت متحول وغيره من الصخور النارية الطردية) تصنيفًا قائمًا على التكوين وتضاريس عصر ما قبل الكمبري، في حين أن الكوارتزيت تقوم فقط على التكوين، حيث إن الكوارتز مستقر ومتجانس للغاية لمرحلة التغيير في درجات حرارة وضغط متحول.

## حجم الحبوب/القطع الصخرية المكسورة

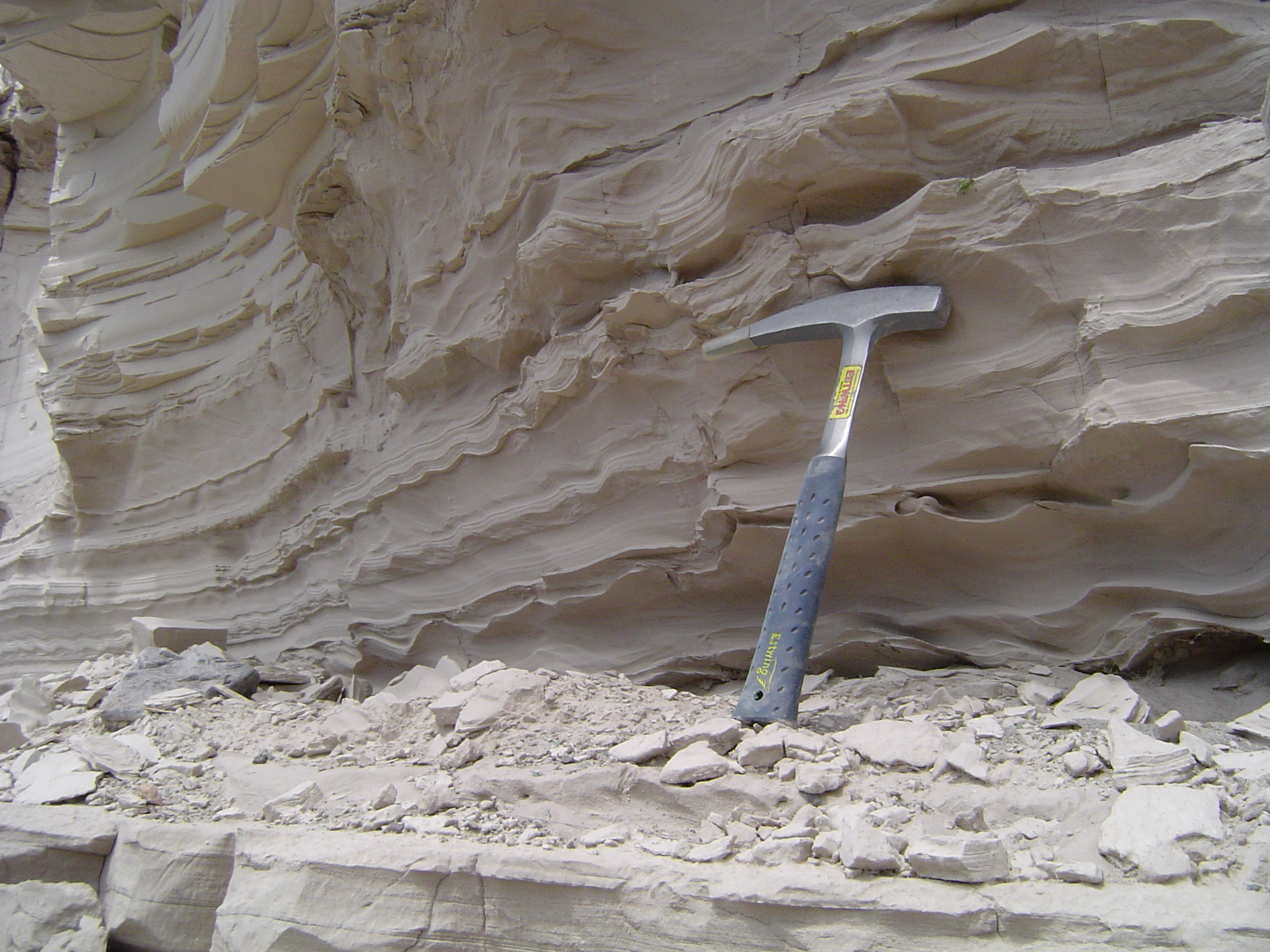
الحجر الصلصال، هو من الصخور الرسوبية ذات الحبيبات الأكثر نعومة، ويترسب في البحيرات الجليدية في ميسولا، مونتانا

في الصخور النارية والصخور المتحولة، يُعتبر حجم الحبوب هو مقياس أحجام البلورات في الصخر. وفي الصخور النارية، يُستخدم هذا المقياس لتحديد معدل برودة المواد: عادة ما تشير البلورات الكبيرة إلى الصخور النارية الاقتحامية، في حين أن البلورات الصغيرة تشير إلى أن الصخور كانت نابطة. ومع تقدم التفاعلات المتحولة، يمكن تكسير الحبوب الموجودة في الصخور المتحولة إلى حبوب أصغر حجمًا.
في الصخور الفتاتية الرسوبية، يكون حجم الحبيبات هو قطر الحبيبات و/أو الكسور الصخرية المتفتتة التي تشكل الصخرة. وتُستخدم هذه لتحديد نظام تسمية الصخور المراد استخدامها (على سبيل المثال، تكتل أو حجر رملي أو حجر طيني). وفي حالة الأحجار الرملية والتكتلات، التي تغطي مجموعة كبيرة من أحجام الحبوب، تتم إضافة كلمة تصف مدى حجم الحبوب إلى اسم الصخرة. ومن الأمثلة على ذلك «تكتل الحصى» و«أرنايت الكوارتز الناعم».